# Pollyanna
Pollyanna es una novela de Eleanor H. Porter publicada en el año 1913. Cuenta la historia de una niña llamada Pollyanna, huérfana de padre y madre que es enviada a vivir con su estricta Tía Polly. Pollyanna, educada con optimismo por parte de su padre, usa el juego de encontrar el lado bueno de cualquier situación (glad game) para alegrar la vida de todos los que la rodean, empezando por su Tía Polly, el Señor Pendleton, un hombre solitario, y la señora Snow, deprimida por su enfermedad que la obliga a permanecer en cama. El libro fue un éxito en cuestión de días y añadió una nueva palabra en inglés: Pollyanna se usa para describir a una persona que es optimista de manera exagerada. En 1915, Eleanor H. Porter publicó una continuación de su novela, Pollyanna Grows Up y ésta resultó igual de exitosa.